# Dámaso Zabalza
Dámaso Zabalza Olaso (Irurita, Navarra, 11 de diciembre de 1835-Madrid, 27 de febrero de 1894) fue un compositor y pianista español. En algunas ocasiones se le llamó el «Chopin español».

## Biografía
Nacido en la localidad navarra de Irurita el 11 de diciembre de 1835, sus primeras formaciones musicales vinieron de la mano del organista y del coro de su pueblo. Tras ello, comenzó sus estudios musicales de piano en Pamplona con Vidaola y los de Armonía con Mariano García. Cuando tenía quince años daba clases en San Juan de Pie de Puerto como medio de sustento mientras recibía formación.
En 1855 se trasladó a Madrid donde tocaba el piano como medio de subsistencia en el Cafá de la Perla al mismo tiempo que ejercía de músico mayor del Tercer Regimiento de Ingenieros. Aprovechó para perfeccionar su formación de pianista pasando en 1857 a impartir clases en el mismo centro como profesor auxiliar. En 1868 logró su nombramiento como profesor numerario.
Durante las décadas de 1860-70 «el compositor, pianista y profesor de moda en el Madrid». Alcanzó fama como concertista tocando ante la reina María Cristina. Sucedió al músico navarro Juan María Guelbenzu en la Sociedad de Cuartetos de Madrid, tocando el piano. 
Fue profesor de piano del Conservatorio de Madrid y miembro de la Sociedad de Cuartetos.
En 1861 estrenó la zarzuela El caserío; es autor además de obras para piano, como El canto de las montañas o Las campanas del Roncal, además de componer varias páginas corales.
Fue uno de los acompañantes de Emilio Arrieta en los conciertos extraordinarios celebrados durante las fiestas de San Fermín desde 1881 donde, a petición del Orfeón Pamplonés y de la Sociedad de Santa Cecilia de Pamplona, colaboraban también otros ilustres músicos como Julián Gayarre, Juan María Guelbenzu, Pablo Sarasate y Ruperto Chapí.
Falleció en Madrid el 27 de febrero de 1894.
El 18 de enero de 1876 se leía en El Globo:

Pianista, y pianista de justa nombradía, ha sentado sus reales en este campo, y allí se encuentra siempre tranquilo y sosegado, trabajando en silencio, entregado a una labor ingrata, y de la que no espera otro lucimiento que el que puedan achacarse mañana los discípulos que forma en su cátedra. Esto le produce un beneficio inapreciable; la tranquilidad de su conciencia. Lo demás importa poco al Sr. Zabalza. Así da sus lecciones, así cumple con su deber en el Conservatorio, y así escribe de vez en cuando fantasías y sonatas, rondós y piezas de baile, que tienen gran éxito y muchísima circulación, tanto en los salones de la aristocracia, como en el modesto gabinete del aficionado o aficionada.
Antonio Peña y Goñi, 1876

## Obras
Como autor de obras para piano están los siguientes trabajos:
- El canto de las montañas, Pamplona, además de jotas y zortzicos.[3]

En el apartado coral:
- Laurak bat
- Kantaritalde donostiarriari

Y dentro de las zarzuelas obras como:
- El Caserío.
- Las Campanas del Roncal, que está dedicada a su paisano Julián Gayarre, y fue estrenada en Madrid, en 1890, durante un concierto de homenaje al tenor roncalés.

## Homenajes
- Fue nombrado caballero de la Real y Distinguida Orden de Carlos III en reconocimiento a su trayectoria profesional.
- También obtuvo el título de Hijo Adoptivo de Puente la Reina, en homenaje a un compositor navarro.
- En Irurita el centro cívico lleva su nombre.[1]